# Internationale Maritieme Conferentie van Washington
De Internationale Maritieme Conferentie van Washington was de eerste internationale conferentie op het gebied van veiligheid op zee. Tijdens het 50e Amerikaans Congres werd op 9 juli 1888 een wet aangenomen die president Cleveland vroeg om de 37 zeevarende naties uit te nodigen voor een conferentie. Deze werd gehouden van 16 oktober tot 31 december 1889. Hierbij waren uiteindelijk 27 landen aanwezig, waarna de afspraken vast werden gelegd in een protocol. Voorzitter was de Amerikaanse rear admiral Samuel Rhoads Franklin. De conferentie had een ambitieus programma waarvan echter alleen het eerste punt, bepalingen ter voorkoming van aanvaring op zee, aangenomen werd. Deze werden op 1 juli 1897 van kracht.

## Programma
Aanleiding voor de conferentie was het grote aantal scheepsrampen, waarvan een deel te wijten was aan het verschil in nationale wetgevingen. In de decennia voorafgaand aan de conferentie hadden veel landen om die reden al Britse wetgeving op dit vlak overgenomen, aangezien het Verenigd Koninkrijk verreweg de belangrijkste zeevarende natie was. Die periode zag een sterke toename van de scheepvaart en de overgang van zeilschepen naar stoomschepen, iets waar de bestaande regelgeving te weinig rekening mee hield of verschillende eisen aan stelde.
Uiteindelijk bleken er te veel tegengestelde belangen om meer afspraken vast te leggen dan alleen de rules of the road. Britse tegenstand was daarbij doorslaggevend, gezien de dominante positie. Daarnaast werd gedacht dat aanvullende veiligheidseisen de concurrentiepositie zou kunnen schaden. Het zou tot de ramp met de Titanic in 1912 duren voordat het tot verdere internationale afspraken kwam. Dit kwam er met het SOLAS-verdrag uit 1914. Ook dit behandelde echter nog niet alle onderwerpen die aan bod waren gekomen tijdens de conferentie.
Een van de andere zaken die geen doorgang vonden, was de instelling van een permanente internationale maritieme commissie. Buiten de conferentie om werd in 1897 het Comité Maritime International (CMI) opgericht. Deze private organisatie heeft echter vooral een juridische inslag met de nadruk op aansprakelijkheid en compensatie. Het zou tot 1948 duren tot de oprichting van de Intergouvernementele Maritieme Consultatieve Organisatie (IMCO), vanaf 1982 IMO. Pas tien jaar later werd deze organisatie actief en begon het verdragen af te sluiten die de overige agendapunten van de conferentie omvatte.

## Agenda
De agenda bestond uit:
- voorkoming van aanvaring (rules of the road):
  - navigatielichten
  - geluidsseinen
  - de vaarregels bij tegengestelde, kruisende en oplopende koersen
- de zeewaardigheid van schepen:
  - constructie van schepen
  - uitrusting van schepen
  - discipline van de bemanning
  - bemanningssterkte
  - onderzoek van schepen
  - uniformiteit van certificaten van onderzoek
- maximale diepgang:
  - uniform uitwateringsmerk
- uniformiteit in benaming en notatie:
  - positie van de naam op schepen
  - positie van de naam van de thuishaven
  - grootte van de belettering
  - uniform systeem van diepgangsmerken
- redding van levens en bezit vanaf scheepswrakken:
  - plichten na een aanvaring
  - uitrusting van veiligheidsmiddelen
  - uniform onderzoek
  - organisatie van redding vanaf de wal
  - officieel onderzoek naar de oorzaken en omstandigheden van scheepsrampen
- kwalificaties van officieren en gezellen
  - uniform systeem van examinatie
  - uniforme keuring van gezichtsvermogen en kleurenblindheid
  - algemene kennis van methodieken in gebruik bij reddingstations
  - uniformiteit van certificaten van kwalificatie
- routes voor schepen op vaste routes
- lichtseinen
- waarschuwing voor aankomende stormen
- melding, markering en verwijdering van gevaarlijke scheepswrakken
- berichten over gevaren voor de navigatie en veranderingen in lichten, boeien en andere merken
- uniform betonningssysteem
- de instelling van een permanente internationale maritieme commissie